# Happy-End am Attersee
Happy-End am Attersee ist ein österreichischer Spielfilm von Hans Hollmann aus dem Jahr 1964. In Deutschland lief er unter dem Titel Happy-End am Wörthersee.

## Inhalt
Die Aktion Das Glück an der Sonne bringt wie schon seit einigen Jahren Westberliner Kinder im Sommer als „Ferienkinder“ nach Österreich, wo sie mehrere Wochen bei einer Familie Urlaub machen können. Im Flugzeug von Berlin nach Frankfurt am Main und von dort im Bus nach Salzburg freunden sich die Kinder Willy und Bienchen an und sind traurig, als sie sich in Salzburg trennen müssen, da jeder zu einer anderen Familie kommt: Willy hat als „Ferienmutter“ die Direktorin Stefanie Wendt zugeteilt bekommen, die zwar reich und erfolgreich im Beruf ist, aber keinen Mann halten kann. Er langweilt sich schnell und steht auch ihrem Schweizer Verlobten Dr. Otto Künzli kritisch gegenüber. Bienchen sollte eigentlich bei der alten, aber mütterlichen Agathe Petermann unterkommen, die jedoch verstorben ist. Sie hat ihren Besitz, die Villa Waldfrieden in St. Velden am Moos, zu gleichen Teilen ihrem Bruder Severin und ihren beiden Neffen Johannes und Walther vermacht – wenn die denn ein Jahr darin zusammen wohnen. Alle drei sind entsetzt, da sie vollkommen unterschiedliche Lebenseinstellungen haben. Severin ist ein pensionierter, pessimistischer und misanthroper Ermittler und Hofrat, Johannes ein in sich gekehrter Geologe und Walther ein arroganter, aufgeblasener Dirigent und können einander nicht ausstehen. Aufgrund des Erbes ziehen sie dennoch zusammen und plötzlich steht Bienchen vor der Tür. Während Johannes sie in die Gruppe aufnimmt, lehnen Walther und Severin das Mädchen ab, schließen sie jedoch ebenso wie Johannes aufgrund ihrer Unbekümmertheit schnell ins Herz.
Bienchen und Willy hatten sich vor der Trennung versprochen, sich zu schreiben. Als Willys Brief an den Absender zurückkommt, weil der Empfänger angeblich verstorben ist, macht er sich so große Sorgen, dass er sich zu Fuß auf ins entfernte St. Velden am Moos macht. Ein Streit mit Stefanie und Dr. Künzli trägt zu seiner Entscheidung bei. Unterwegs trifft er auf den schlechten Conférencier Jerry Fink, der jedoch gut singen kann. Weil er das Tingelleben satt hat, lässt sich Jerry auf den Handel mit einer gestohlenen Heiligenfigur ein, die er nach Graz schmuggeln soll. Da Jerry Willy in seinem Wagen mit in Richtung St. Velden am Moos nimmt und Willy erkennt, dass Jerry eigentlich ein guter Mensch ist, nimmt er die Figur an sich und stellt sie heimlich in einer Kapelle auf. Nach einer Fahndung nach dem verschwundenen Willy werden beide aufs Revier genommen.
Inzwischen ist Bienchen über das vergebliche Warten auf Nachricht von Willy krank geworden. Stefanie, die Willy eigentlich einer Journalistin als Ferienkind präsentieren wollte, bemerkt seine Abwesenheit und macht sich auf die Suche, die sie nach St. Velden am Moos führt. Hier trifft sie auch auf Johannes, mit dem sie einst ein Paar war, den sie jedoch zugunsten der Arbeit verlassen hatte. Über die Sorge um Willy kommen sich beide wieder näher und enden als Frischverlobte. Jerry und Willy kommen schließlich frei, weil Severin auf dem Revier seine Ermittlungs- und Befragungskunst anwendet und Willy die Wahrheit um den eigentlich ungewollten Schmuggel entlocken kann. Auch Walther ist am Ende ein besserer Mensch geworden und verkündet, dass die Villa von nun an jedes Jahr zehn Ferienkinder aufnehmen werde.

## Produktion
Kurze Szenen des Films wurden in Salzburg gedreht. Die deutsche Erstaufführung fand am 20. November 1964 statt.
Der Film enthält verschiedene Musiktitel:
- Die 5 Liverpools: Let the Sunshine in[1]
- Paul Hörbiger: Wenn ein Wiener von Berlin träumt
- Peter Kraus: Take it easy, little girl
- Peter Kraus: Heidi Hodi

## Kritik
Das Lexikon des Internationalen Films nannte Happy-End am Attersee „handelsübliche Lustspielunterhaltung um zwei Berliner Ferienkinder.“